# Edmund Listewnik
Edmund Listewnik (ur. 18 kwietnia 1925 w Osieku, zm. 22 maja 2001) – polski polityk, poseł na Sejm PRL VII i VIII kadencji.

## Życiorys
Uzyskał wykształcenie zasadnicze zawodowe. Pracował jako brygadzista w Starogardzkich Zakładach Farmaceutycznych „Polfa”. Od 1955 działał w Polskiej Zjednoczonej Partii Robotniczej. Był grupowym partyjnym, a od 1963 I sekretarzem podstawowej organizacji partyjnej. Podczas kilku kadencji zasiadał w egzekutywie komitetu miejskiego PZPR w Starogardzie Gdańskim. Od 1975 do 1977 był członkiem Wojewódzkiej Komisji Kontroli Partyjnej w Gdańsku. Był radnym Wojewódzkiej Rady Narodowej w Gdańsku. 26 stycznia 1978 objął mandat posła na Sejm PRL VII kadencji w okręgu gdańskim, zastępując zmarłego Zdzisława Siedlewskiego z Stronnictwa Demokratycznego. W 1980 uzyskał reelekcję. W Sejmie VIII kadencji zasiadał w Komisji Administracji, Gospodarki Terenowej i Ochrony Środowiska (w której zasiadał także podczas VII kadencji), Komisji Górnictwa, Energetyki i Chemii, Komisji Administracji, Gospodarki Przestrzennej i Ochrony Środowiska oraz w Komisji Górnictwa, Energetyki i Wykorzystania Zasobów Naturalnych.
Otrzymał Srebrny Krzyż Zasługi, Medal 30-lecia Polski Ludowej i odznakę honorową „Zasłużonym Ziemi Gdańskiej”.
Pochowany na cmentarzu komunalnym w Starogardzie Gdańskim.

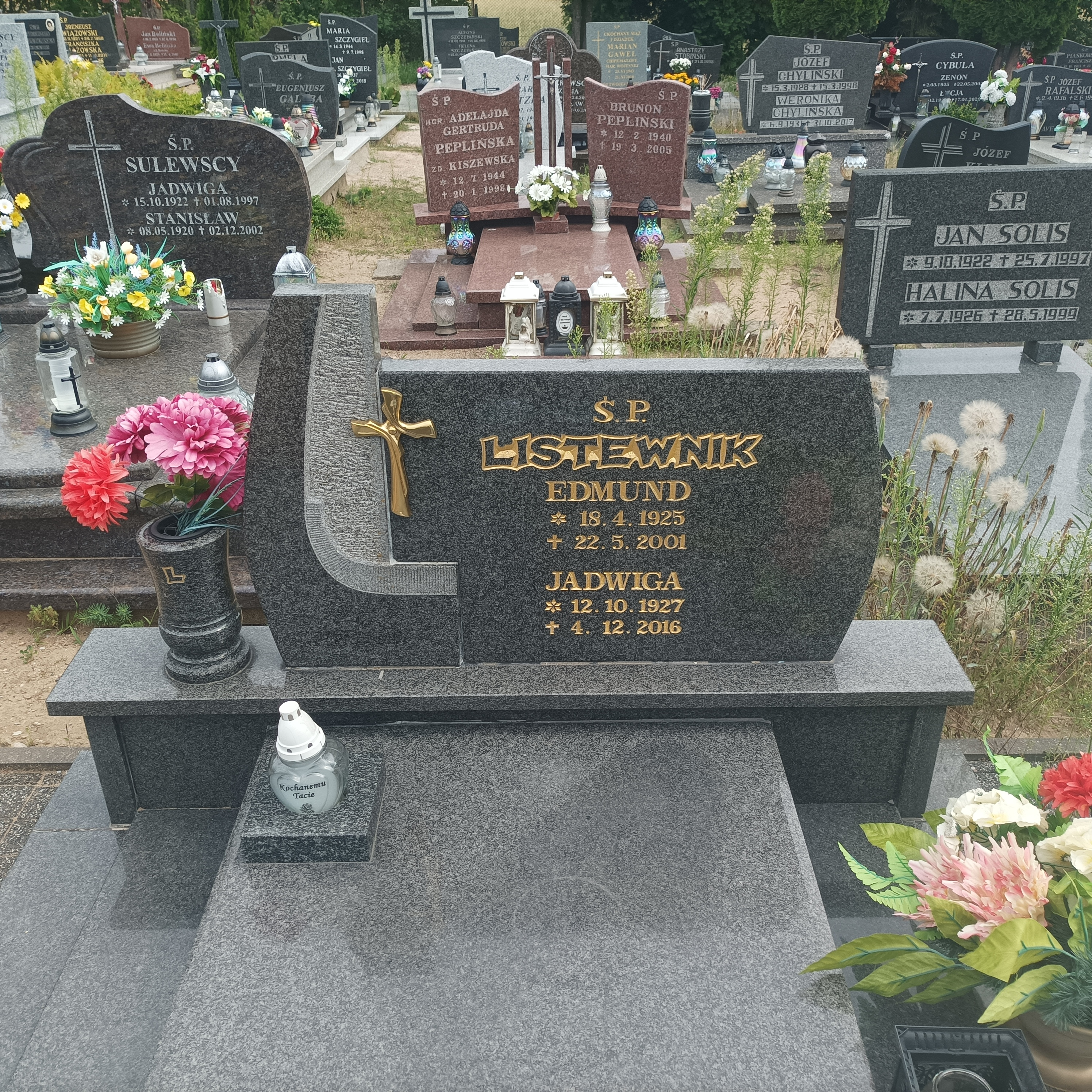
Grób Edmunda Listewnika na cmentarzu komunalnym w Starogardzie Gdańskim